# Krage (Adelsgeschlecht)
Krage, in gebeugter Form auch Kragen, ist der Name eines ausgestorbenen thüringischen Adelsgeschlechts.

## Geschichte
Die Familie Krage stammte ursprünglich aus Thüringen und verbreitete sich in Sachsen, Anhalt und im Braunschweigischen. Sitze hatten Vertreter der Familie u. a. 1580 in Siegelsdorf bei Bitterfeld, 1596 in Schrenz bei Zörbig, 1664 in Großwerther bei Nordhausen, 1684 in Kreisfeld in magdeburgischen Teil der sequestrierten Grafschaft Mansfeld und 1700 in Reibitzsch bei Delitzsch und zu Göderitz. Im Braunschweigischen waren sie in Rottorf und noch im Jahre 1777 in Niedersachsen in der Grafschaft Hohenstein zu finden.
Heinrich Krage lag im Jahre 1513 mit den verschuldeten Grafen von Mansfeld in einem großen Streit, da diese ihm das geliehene Geld nebst Zinsen nicht zurückzahlten. Eckard Krage saß 1580 auf Siegelsdorf. Dessen Enkel, Heinrich Krage, war fürstlich-anhalt-köthen'scher Rat und Domherr in Halberstadt. Im Jahre 1618 nahm ihn Fürst Ludwig I. von Anhalt-Köthen in die Fruchtbringende Gesellschaft auf, wo er aufgrund seiner Leibesfülle den Namen Der Gemästete erhielt.
Heinrich Krage hinterließ als einzigen Sohn Casimir Dietrich Krage, der bis zu seinem Tod 1667 als fürstlich-anhaltischer Rat in Zerbst wirkte. Dieser verkaufte das Familiengut Schrenz im Jahre 1661 an seinen Vetter Hans Adolf Krage, der bereits 1656 das Herrmannsche Gut in Schrenz käuflich erworben hatte. Hans Adolph Krage starb 1684 und wurde von Christoph Julius Krage beerbt, der seine Geschwister im Jahre 1689 auf der Basis eines Erbvertrages auszahlte.
Christoph Julius Krage wurde Generalmajor und Festungskommandant in Wolfenbüttel. Er hatte selbst keine Söhne, sondern nur Neffen, deren Spur sich in der ersten Hälfte des 18. Jahrhunderts verliert. Es ist davon auszugehen, dass diese Adelsfamilie in jeder Zeit ausgestorben ist.

## Wappen

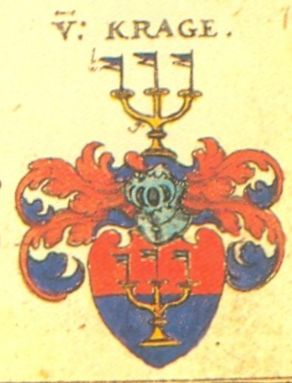
Wappen der Familie Krage aus Siebmachers Wappenbuch von 1605

Blasonierung: In Rot und Blau quergeteiltem Feld ein goldener, dreiarmiger, mit drei Fähnlein besteckter Armleuchter.

## Persönlichkeiten
- Heinrich Krage († 1630), Domherr zu Halberstadt
- Christoph Julius Krage (1648–1703), Generalmajor in Wolfenbüttel